# ȷ (латиниця)
ȷ («j без крапки») — це змінена літера латинського алфавіту, отримана шляхом написання малої букви j без крапки.

## Кодування
| Знак                      | ȷ                                   | ȷ                                   |
| ------------------------- | ----------------------------------- | ----------------------------------- |
| Назва в Юнікоді           | ЛАТИНСЬКА МАЛА ЛІТЕРА ДЖ БЕЗ КРАПКИ | ЛАТИНСЬКА МАЛА ЛІТЕРА ДЖ БЕЗ КРАПКИ |
| Кодування                 | десяткове                           | шістнадцяткове                      |
| Юнікод                    | 567                                 | U+0237                              |
| UTF-8                     | 200 183                             | В7 В8                               |
| Числове посилання на знак | &#567;                              | &#x237;                             |